# Straalwapen

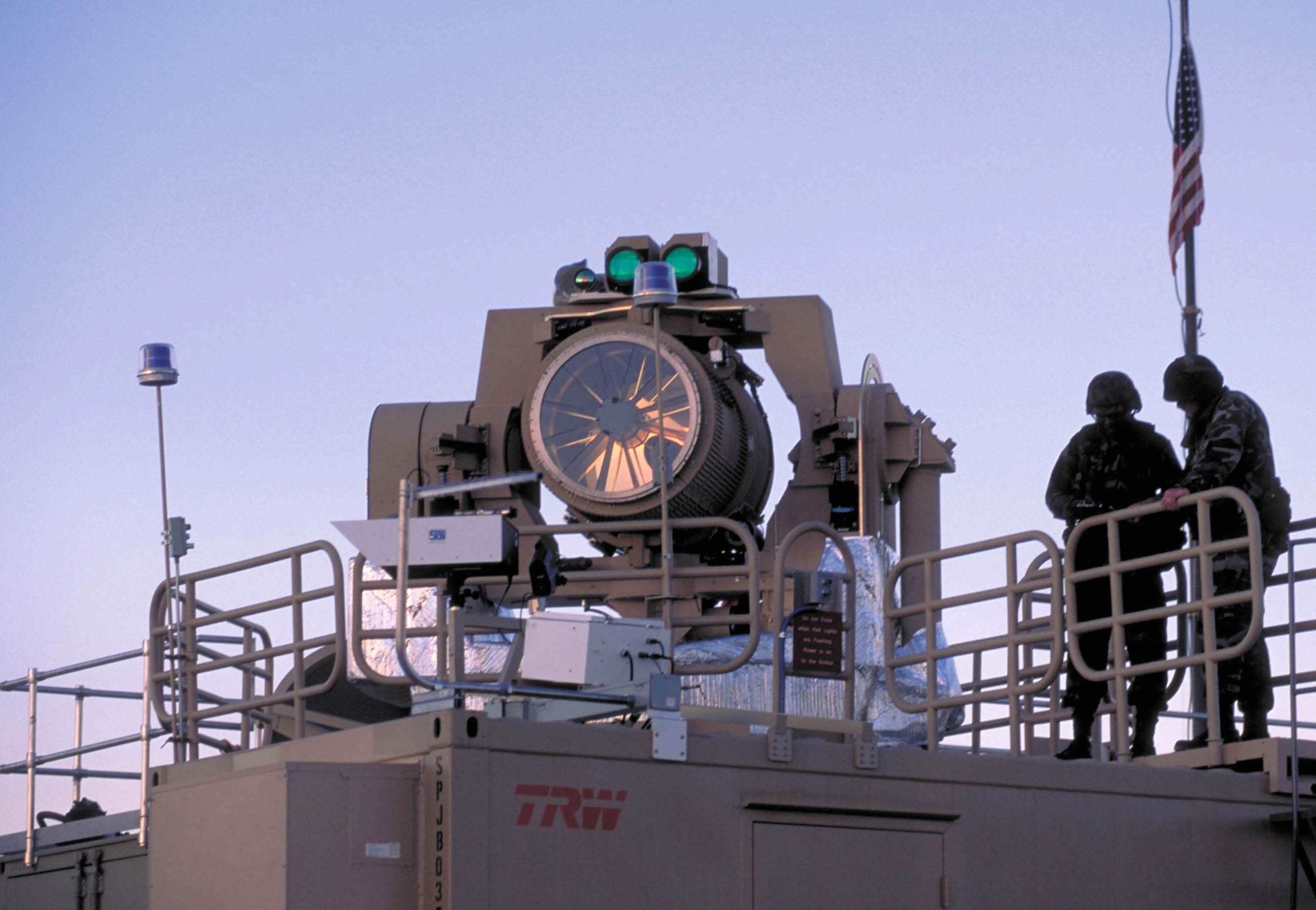
Tactical High Energy Laser (THEL), een prototype straalwapen van de United States Navy

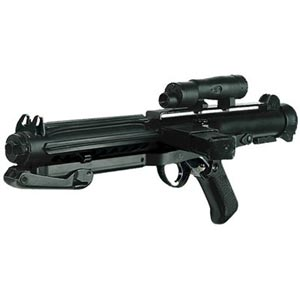
Blaster van een Storm Trooper uit Star Wars

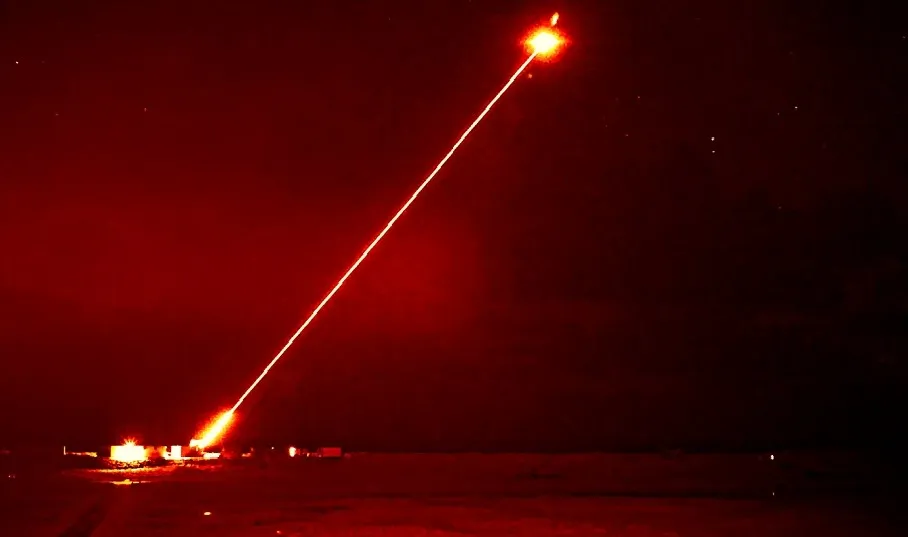
Dragonfire vernietigt een doel op 18 januari 2024.

Een straalwapen is een langeafstandswapen dat geleide energie via gebundelde lichtstralen op een doelwit richt in plaats van projectielen.
Straalwapens bestaan in de werkelijkheid maar kwamen oorspronkelijk voor in het sciencefictiongenre. In sciencefictionboeken, -televisieseries en -films zijn dergelijke wapens onder andere bekend als hittestralen (The War of the Worlds; in het Engels: heat rays), ray guns, death rays, fasers (Star Trek; in het Engels: phasers) en blasters (Star Wars).
De oudste vermelding van een straalwapen is het gebruik van zonnespiegels door Archimedes tijdens het Beleg van Syracuse (214-212 v.Chr.) tegen de vloot van Marcus Claudius Marcellus I.
Echte straalwapens zijn gebaseerd op lasertechnologie. In de jaren '80 werd in de Verenigde Staten het Strategic Defense Initiative voorgesteld waarbij straalwapens kernraketten in de ruimte zouden kunnen vernietigen voor de binnenkomst in de atmosfeer van de Aarde. Dit bleek destijds technisch en politiek niet haalbaar.
Tegenwoordig wordt er weer geëxperimenteerd met straalwapens met als doel om bruikbare systemen te ontwikkelen waarmee men vijandelijke vliegtuigen en raketten kan neerhalen. 
De US Navy heeft in 2010 vier UAVs neergeschoten met het straalwapen THEL (Tactical High Energy Laser).
Ook heeft de USAF een Boeing 747 omgebouwd tot een laservliegtuig Boeing YAL-1, maar die is in 2012 uit gebruik genomen. Een Boeing NC-135 was in dienst van 1975 tot 1984. Rusland heeft sinds 1981 een Beriev A-60.
De US Navy heeft nu HELIOS (High Energy Laser with Integrated Optical-dazzler and Surveillance) als straalwapen op de torpedobootjager USS Preble (DDG-88) en ook de HELCAP (High Energy Laser Counter Anti-Ship Cruise Missile (ASCM) Project) van 300 kW.
Daarnaast hebben de Verenigde Staten ook wapens met microgolven: THOR (Tactical High-power Operational Responder) en Epirus Leonidas gemaakt van galliumnitride.
Het Verenigd Koninkrijk heeft de Dragonfire ontwikkeld, Israël heeft de Iron Beam ontwikkeld en het Turkse Roketsan heeft ALKA ontwikkeld.